# Свертушка білокрила
Све́ртушка білокрила (Poospiza ornata) — вид горобцеподібних птахів родини саякових (Thraupidae). Ендемік Аргентини.

## Поширення і екологія
Білокрилі свертушки гніздяться в центральній Аргентині, від Сан-Хуана і Ла-Ріохи до Неукена, Ріо-Негро і південного Буенос-Айреса). Взимку частина популяції мігрує на північний захід (до Сальти) і схід (до Ентре-Ріоса). Бродячі птахи спостерігалися в Уругваї. Білокрилі свертушки живуть в сухих чагарникових заростях і тропічних лісах, на полях і пасовищах. Зустрічаються на висоті до 1000 м над рівнем моря.